# Luigi Fenaroli

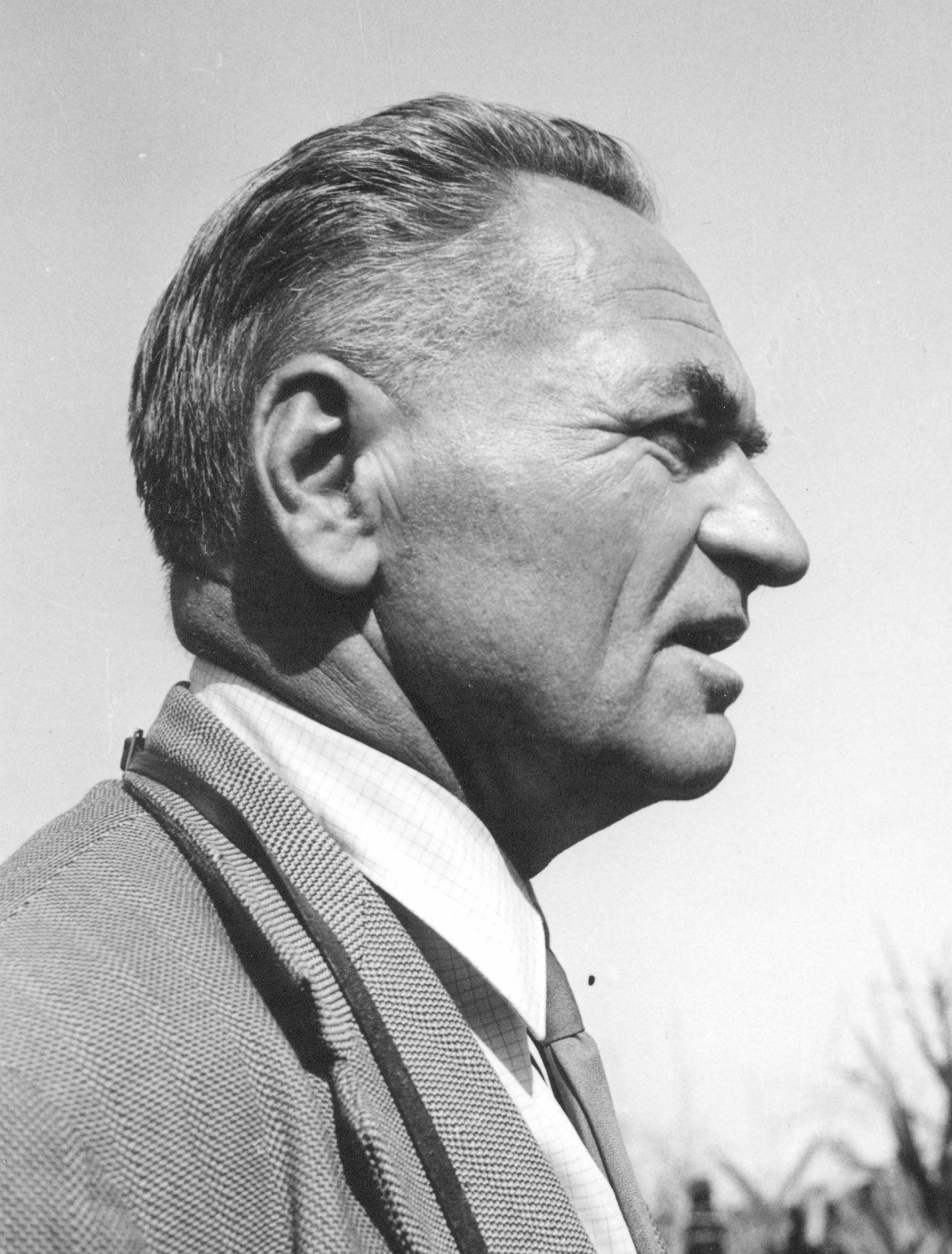
Luigi Fenaroli

Luigi Fenaroli (16 de Maio de 1899 - 8 de Maio de 1980) foi um botânico e agrónomo italiano.

## Biografia
Luigi Fenaroli (Milão, Italia, 16 de maio de 1899 - Bergamo, Italia, 08 de maio de 1980) formou-se nas Ciências Agrárias na "Scuola Superiore di agricoltura" da "Università degli studi di Milano" em 1921.
Em sua juventude realizou alguns expedições científicas ultramarinas pela "Reale Società Italiana geográfica": esteve na Angola em 1930 e na Amazônia brasileira entre 1932 e 1933.
Em 1933 foi nomeado vice-diretor da Estação Experimental da Silvicultura de Florença. Em 1943 mudou-se a Casale Monferrato para dirigir o “Instituto de cultivo experimental do álamo”. Em 1946 tornou-se diretor da “Estação experimental do cultivo do milho” de Bergamo, depois do famoso agrônomo Tito Vezio Zapparoli. Executou o programa de criação e experimentação dos híbridos de milho (1948 - 1953) a partir dos híbridos americanos introduzidos em Itália imediatamente após da Segunda Guerra Mundial. Ao mesmo tempo, lançou o programa da recolha e caracterização produtiva, morfológica e genética das amostras de sementes de variedades tradicionais Itálianas de milho (1954 - 1955) e intensificou o programa pela constituição das linhas puras (“inbred”) selecionadas a partir das variedades Itálianas ou de suas combinações com linhas americanas, coordenado por seu aluno Aureliano Brandolini.
Em 1968 tornou-se o primeiro diretor do Instituto experimental da silvicultura e pastagens de montanha de Trento, o que dirigiu até 1974.
Luigi Fenaroli teve uma intensa atividade docente. No início da sua carreira foi assistente na Faculdade de Ciências Agrárias da "Università degli Studi di Milano" e chefe da cátedra itinerante de agricultura de Iseo. Mais tarde ensinou silvicultura tropical no "Istituto Agronômica Colonial" (agora “Instituto agronômico do ultramar”) de Florença e Agricultura tropical e sub-tropical na Faculdade de Agrária da "Università degli Studi di Milano".
Ele ensinou também botânica sistemática e fitogeografia florestal e pastagens de montanha na "Università degli Studi di Milano" e na “Università del Sacro Cuore” de Placência.
Foi convidado para intercâmbios de estudos de  genética pelas Universidades de vários países. Em 1946 foi nos EUA (Illinois) para uns estudos sobre o melhoramento genético do milho e em 1964 foi convidado para desenhar programas de estudos de melhoramento genético da batata pelo  Governo do Canadá. Foi também em Egito e Japão para congressos e conferências.
A sua intensa actividade científica é atestada pelas suas 275 publicações que tratam fitogeografia, Botânica sistemática e botânica florestal, não esquecendo umas obras floro-paisagísticas e da protecção da natureza. Vários destes trabalhos lidam com o estudo do areal de "endemismos" na região "Insubria" em Itália do Norte. Ele cuntribuiu com artigos a umas revistas de florestas e de montanha.
Publicou os seguintes trabalhos científicos:
- “Il larice nelle Alpi orientali italiane” (1936), que ganhou o prêmio nacional da "Accademia d’Italia",
- “L’ambiente fisico-agrario dei paesi caldi” (1943),
- “Le Palme e la loro utilizzazione” (1945),
- “Il castagno » (1946),
- “Il genere Populus » (trad. 1946),
- “La flora delle Alpi pubblicas” pelo editor Martello nos anos de 1956 a 1976,
- “I Carex d’Italia” (1951),
- “Il genere Styzolobium” (1952),
- “La vegetazione e flora delle prealpi lombarde”,
- el “Catalogus” e os 4 “Prodromos” da “Flora Garganica” (1966-1975).

Seu legado científico compreende um vasto arquivo fotográfico e a criação do jardim botânico de Tavernola Bergamasca nas margens do Lago de Iseo, onde ficam plantas e culturas exóticas.

## Reconhecimentos
Luigi Fenaroli era um membro de:
- "Academia Colombiana de ciencias exactas, fisioquímicas y naturales” de Santa Fé de Bogotá,
- “Instituto Ecuadoriano de ciencias naturales” de Quito,
- “Società di scienze naturali del Trentino-Alto Adige” de Trento,
- “Atenei di scienze, arti e lettere” de Brescia e de Bergamo,
- “Accademia nazionale di agricoltura de Bononia,
- "Accademia italiana di scienze forestali" de Florença.